# 地下温室
地下温室：利用地热资源采用保温器材在地下或者半地下建立的温室大棚。在中国半地下温室居多，采用下挖1.5到2米的土层，将挖出的土堆积到背阴面，用拱棚方式加棚。在中国全地下温室目前不多，主要是因为地理位置偏暖，大部分地区不需要。但随着日后的气候变化，全地下温室将成为世界作物的主要生产方式，并大规模推广。